# Jelševnik
Jelšévnik je obcestno naselje v Sloveniji v Občini Črnomelj. Leži v Beli krajini in je del Jugovzhodne statistične regije.

## Geografija
Povprečna nadmorska višina naselja je 165 m. Pomembnejše bližnje naselje je Črnomelj (4,5 km). Naselje sestavljajo zaselki Sneči vrh, Jergli in Jelševnik. Na zahodu meji na Mavrlen, na JZ pa na Dobličko Goro.

## Zgodovina
Prvič se pod imenom Essewnik (tudi Ossewnik) v listinah omenja leta 1300, nato pa še kot Malschewnik (1378), Gelschewnik (1381), Alschewnikch (1381) in kot Olsewnikh (1457).:484, 485
V bližnjem izviru Dobličice, pritoku Lahinje, so leta 1986, in nekoliko kasneje tudi v izviru Jelševnik, odkrili črnega močerila, podvrsto človeške ribice. Izvir Jelševnik je edini kraj na svetu, kjer lahko črnega močerila proučujemo v naravnem okolju. Obiskovalci se lahko seznanijo s črnim močerilom v Zupančičevi hiši (45°34′22″N 15°08′59″E / 45.57264°N 15.1496°E), kjer so na ogled informativni panoji in film o človeški ribici.